# Hiroyuki Sanada
Hiroyuki Sanada (jap. 真田 広之 Sanada Hiroyuki), właściwie Hiroyuki Shimosawa (jap. 下澤 廣之 Shimosawa Hiroyuki) (ur. 12 października 1960 w Tokio) – japoński aktor filmowy, telewizyjny i teatralny.

## Życiorys
Jego ojciec zmarł gdy Hiroyuki miał 11 lat. Zaczął wówczas trenować sztuki walki, najpierw Shōrinji Kenpō, a następnie Kyokushin. Był uczniem  i protegowanym Sonnego Chiba. Został absolwentem wydziału filmowego na Uniwersytecie Nihon. Przez siedem lat (1990-1997) był żonaty z japońską aktorką Satomi Tezuka, para doczekała się dwojga dzieci, które po rozwodzie zostały z matką. W latach 1999–2000 grał, jako pierwszy japoński aktor, głupca w Króla Learze wraz z członkami Royal Shakespeare Company, za co został nagrodzony orderem Imperium Brytyjskiego.

## Filmografia

### Filmy
| Rok  | Tytuł                                    | Rola                   |
| ---- | ---------------------------------------- | ---------------------- |
| 1979 | Zabić szoguna!                           | Miyoshi Isa            |
| 1979 | W pułapce czasu                          | Takeda Katsuyori       |
| 1980 | Wojownicy ninja – Tajemnica dwóch mieczy | Momochi Takamaru       |
| 1981 | Samuraje z piekła rodem                  | Kirimaru Iga           |
| 1983 | Legenda o ośmiu samurajach               | Shinbei                |
| 1998 | The Ring: Krąg                           | Ryūji Takayama         |
| 1999 | The Ring: Krąg 2                         | Ryūji Takayama         |
| 2002 | Samuraj – Zmierzch                       | Seibei Iguchi          |
| 2003 | Ostatni samuraj                          | Ujio                   |
| 2005 | Przysięga                                | generał Guangming      |
| 2005 | Biała hrabina                            | Matsuda                |
| 2007 | W stronę słońca                          | Kaneda                 |
| 2007 | Godziny szczytu 3                        | Kenji                  |
| 2009 | Zagadka przeznaczenia                    | Pete                   |
| 2013 | 47 roninów                               | Oishi                  |
| 2013 | Droga do zapomnienia                     | Nagase                 |
| 2013 | Wolverine                                | Shingen Yashida        |
| 2015 | Pan Holmes                               | Tamiki Umezaki         |
| 2017 | Life                                     | Sho Murakami           |
| 2018 | Projekt Larson                           | Kawabata               |
| 2019 | Avengers: Koniec gry                     | Akihiko                |
| 2021 | Mortal Kombat                            | Hanzo Hasashi/Scorpion |
| 2021 | Armia umarłych                           | Bly Tanaka             |
| 2022 | Bullet Train                             | Starszy                |
| 2023 | John Wick 4                              | Shimazu                |
| 2025 | Mortal Kombat II                         | Hanzo Hasashi/Scorpion |

### Seriale
Sanada wystąpił w wielu serialach, między innymi: Zagubieni (jako Dogen), Zemsta (Satoshi Takeda), Extant: Przetrwanie (Hideki Yasumoto), Helix (dr. Hiroshi Hatake) oraz Szōgun (Yoshii Toranaga).

## Nagrody
Dwukrotnie zdobył nagrodę Japońskiej Akademii Filmowej: w 1982 w kategorii debiut roku i w 2003 w kategorii najlepszy aktor za Samuraj – Zmierzch, ponadto był do niej jeszcze czterokrotnie nominowany (w 1985, 1991, 1994 i 2006). W kategorii najlepszy aktor trzykrotnie zdobywał nagrodę Błękitnej Wstęgi: w 1994, 1996 i 2006. Dwukrotnie (w 1988 i 1995) otrzymał nagrodę filmową Hochi. Czterokrotnie zdobywał nagrody czasopisma Kinema Junpo (1989, 1994, 1996, 2003). W 2003 wygrał Nagrodę filmową Mainichi, Trzykrotnie otrzymywał nagrodę Nikkan Sports Film. W 1989 i 1994 triumfował na Festiwalu Filmowym w Jokohamie. W 2025 zdobył Złoty Glob w kategorii dla najlepszego aktora w serialu dramatycznym.